# Mimosa delicatula
Mimosa delicatula är en ärtväxtart som beskrevs av Henri Ernest Baillon. Mimosa delicatula ingår i släktet mimosor, och familjen ärtväxter. Inga underarter finns listade i Catalogue of Life.